# Drosophila parviprocessata
Drosophila parviprocessata är en tvåvingeart som beskrevs av Masanori Joseph Toda 1986. Drosophila parviprocessata ingår i släktet Drosophila och familjen daggflugor.
Artens utbredningsområde är Myanmar.